# Christian Tetzlaff
Christian Tetzlaff (Amburgo, 29 aprile 1966) è un violinista tedesco.

## Biografia
Tetzlaff ha studiato alla Musikhochschule di Lubecca con Uwe-Martin Haiberg e negli Stati Uniti al College-Conservatory of Music di Cincinnati.
Si esibisce regolarmente come ospite di rinomate orchestre come la Vienna Symphony Orchestra, la Deutsches Symphonie-Orchester Berlin, la Concertgebouworkest Amsterdam, la London Symphony Orchestra, la Chicago Symphony Orchestra e molte altre. Ha lavorato anche con direttori d'orchestra come Sergiu Celibidache, Bernard Haitink, Lorin Maazel e Kurt Masur, e più recentemente con Barbara Hannigan, Paavo Järvi, Vladimir Jurowski, Andris Nelsons, Sir Simon Rattle, Karina Canellakis, Esa-Pekka Salonen e Robin Ticciati.
Nella stagione 2014/2015 è stato Artist in Residence con i Berliner Philharmoniker e nel 2018/2019 ha ricevuto questo onore contemporaneamente con la Seoul Philharmonic Orchestra e la Dresden Philharmonic. Per la stagione 2020/2021 era prevista una residenza con la London Symphony Orchestra, che ha dovuto essere rinviata a causa della pandemia.
Il suo repertorio comprende i concerti per violino di Mozart, Beethoven, Schumann, Mendelssohn, Sibelius, Tchaikovsky, Brahms, Elgar e Berg, oltre a opere contemporanee. Nel 2007 ha eseguito la prima mondiale del concerto per violino di Jörg Widmann. Inoltre, richiama ripetutamente l'attenzione su opere dimenticate come il Concerto per violino di Joseph Joachim o il Concerto per violino n. 22 di Giovanni Battista Viotti. Una sua particolare attenzione è sempre stata rivolta alle sonate e alle partite per violino solo di Johann Sebastian Bach, di cui ha pubblicato la terza registrazione nel 2017.
Nel 1994 ha fondato il Quartetto Tetzlaff insieme a Elisabeth Kufferath (violino), Hanna Weinmeister (viola) e sua sorella Tanja Tetzlaff (violoncello). L'ensemble è ospite di festival come il Berliner Festwochen e l'Heidelberger Frühling e di palcoscenici internazionali come la Elbphilharmonie Hamburg, la Philharmonie Berlin, il Palais des Beaux Arts Bruxelles, la Wigmore Hall London e il Théâtre des Champs Elysée Paris. Nel 2010 è uscito il suo primo CD per l'etichetta CAvi con quartetti di Schoenberg e Sibelius, seguito nel 2013 da una registrazione di opere di Berg e Mendelssohn, che ha vinto il Diapason d'or. Per l'etichetta Ondine è uscito un CD con opere di Haydn e Schubert nel 2017 e un CD con due tardi quartetti per archi di Beethoven nel 2020.
Si esibisce regolarmente in duo con i pianisti Lars Vogt, Leif Ove Andsnes e Kiveli Dörken. Suona anche in trio con la sorella Tanja Tetzlaff e Lars Vogt.
Christian Tetzlaff suona un violino costruito dal liutaio tedesco Stefan-Peter Greiner e insegna regolarmente all'Accademia di Kronberg.
Vive con la famiglia a Berlino.

## Premi e riconoscimenti
2020 Beethoven / Sibelius Violinkonzerte mit dem Deutschen Symphonie-Orchester Berlin und Robin Ticciati: Orchestral Recording of the Year Limelight Magazin
2019 Dvorak Trios 3&4, Dumky - Gramophone Awards Shortlist
2018 Jahrespreis der Deutschen Schallplattenkritik für Bach Solo Aufnahmen (Ondine)
2018 Bartok Violin concertos 1&2 - Gramophone Award 2018
2017 Diapason d’Or - Violon: JS Bach: Sonaten & Partiten für Violine solo, Christian Tetzlaff (Violine)
2017 Suk / Dvořák Violin Concerto - nominated for Grammy Awards 2017
2017 Echo Klassik Instrumentalist des Jahres
2017 Würth Preis der Jeunesses Musicales Deutschland
2016 Nominierung für den Grammy Award for Best Classical Instrumental Solo
2016 Nominierung für den Grammy in der Kategorie Best Chamber Music/Small Ensemble Performance
2015 Mendelssohn / Berg Tetzlaff Quartett - Diapason d’Or
2015 Mahler Symphony No4 (Aufnahme aus Heimbach bei CAvi) – Mahler Record Prize
2015 Dutilleux bei Erato – Preis der Deutschen Schallplattenkritik Bestenliste 2/2015
2015 Dutilleux - Echo Klassik
2012 Mendelssohn / Schumann mit HR bei Ondine – Preis der Deutschen Schallplattenkritik Bestenliste 1/2012
2011 Schumann Klaviertrios mit Tanja Tetzlaff und Leif Ove Andsnes - Preis der deutschen Schallplattenkritik Bestenliste 3/2011 „Kammermusik“
2008 Brahms / Joachim Violin Concerto - Preis der deutschen Schallplattenkritik Bestenliste 2/2008
2007 - Echo Klassik Solistische Einspielung des Jahres - Bach
Musical America gli ha assegnato il titolo di Instrumentalist of the Year 2005.
2004 Nominierung für den Grammy in der Kategorie Best Chamber Music Performance, Bartók  Violin Sonatas Nos. 1&2, Etc. mit Leif Ove Andsnes
2004 - Echo Klassik Kammermusikeinspielung des Jahres mit Sabine Meyer und Boris Pergamenschikov, Lars Vogt (Ensemble des 19. Jahrhunderts)
2000 Tetzlaff è stato insignito del Premio Brahms della Società Brahms Schleswig-Holstein di Heide.
1984 2º premio Concorso musicale ARD